# La Virgen y el Niño entre María Magdalena y Santa Úrsula
La Virgen y el Niño entre María Magdalena y Santa Úrsula o La Virgen y el Niño con las santas Magdalena y Úrsula es un óleo sobre tabla del pintor italiano Giovanni Bellini que pertenece al género sacra conversazione y data de 1490. La pintura también se conoce como conversación sagrada. Anteriormente, formaba parte de la colección del pintor italiano barroco Carlo Maratta, y ahora se encuentra en el Museo del Prado de Madrid (España).

## Historia
Es muy similar a La Virgen y el Niño con Santa Catalina y Santa María Magdalena del mismo artista, que se encuentra en la Galería de la Academia de Venecia. Ambos formaron parte de un grupo de pinturas que muestran la popularidad del género, con varias réplicas, la mayoría del estudio de Bellini o solo en parte de su propia mano, incluidas las de Urbino y la Biblioteca Pierrepont Morgan de Nueva York. El ejemplo de Madrid muestra a María Magdalena y a santa Úrsula.